# Блондфонтен
Блондфонте́н (фр. Blondefontaine) — коммуна во Франции, находится в регионе Франш-Конте. Департамент — Верхняя Сона. Входит в состав кантона Жюсе. Округ коммуны — Везуль.
Код INSEE коммуны — 70074.

## География
Коммуна расположена приблизительно в 290 км к юго-востоку от Парижа, в 75 км севернее Безансона, в 36 км к северо-западу от Везуля.
По территории коммуны протекает небольшая река Ревийон (фр. Révillon), приток реки Аманс.

## Население
Население коммуны на 2010 год составляло 248 человек.
| 1962 | 1968 | 1975 | 1982 | 1990 | 1999 | 2010 |
| ---- | ---- | ---- | ---- | ---- | ---- | ---- |
| 386  | 310  | 291  | 272  | 254  | 252  | 248  |

## Администрация
| Период | Период | Фамилия        | Партия | Примечания |
| ------ | ------ | -------------- | ------ | ---------- |
| 1963   | 1991   | Морис Нобло    |        |            |
| 1991   | 2008   | Одиль Виньерон |        |            |
| 2008   | 2014   | Джекки Фавре   |        |            |

## Экономика
В 2010 году среди 149 лиц трудоспособного возраста (15—64 лет) 110 были экономически активными, 39 — неактивными (показатель активности — 73,8 %, в 1999 году было 67,5 %). Из 110 активных жителей работали 102 человека (52 мужчины и 50 женщин), безработных было 8 (4 мужчины и 4 женщины). Среди 39 неактивных 5 человек были учениками или студентами, 18 — пенсионерами, 16 были неактивными по другим причинам.

## Фотогалерея
- Блондфонтен
- Карта коммуны